# さいとうちほのまんがアカデミア
『さいとうちほのまんがアカデミア』は、さいとうちほによる日本の漫画作品。小学館の漫画雑誌『週刊少女コミック』に3年余り続いて、1989年まで連載終了になる。1990年1月にフラワーコミックスから単行本で発行されている。少女漫画の描き方や自分で描いて経験などを教える教則本である。

## 出版情報
- 『さいとうちほのまんがアカデミア』（小学館〈フラワーコミックス〉、1990年1月発行） ISBN 978-4-0913-3801-3

## 関連作品
- 北川みゆきのまんがアカデミア
- 本気のマンガ術
- イラスト大百科